# Polemonium pseudopulchellum
Polemonium pseudopulchellum là một loài thực vật có hoa trong họ Polemoniaceae. Loài này được V.N. Vassil. miêu tả khoa học đầu tiên..